# Цветко, Лара
Лара Цветко (хорв. Lara Cvjetko,; род. 1 сентября 2001) — хорватская дзюдоистка, выступающая в весовой категории до 70 кг. Серебряный призёр чемпионатов мира 2022 и 2025 годов, двукратный бронзовый призёр чемпионатов Европы (2024, 2025).

## Биография
Лара Цветко родилась 1 сентября 2001 года.

## Карьера
В 2022 году в Ташкенте на чемпионате мира в категории до 70 кг стала обладательницей серебряной медали. В финальной схватке уступила своей более именитой соотечественнице Барбаре Матич.
В 2022 году в Альмаде и в 2023 году в Загребе стала победительницей престижных соревнований серии Гран-при в весовой категории до 70 кг.
В апреле 2024 года, в Загребе на чемпионате Европы в категории до 70 кг и завоевала бронзовую медаль. В схватке за третье место должна была встретиться с соперницей из Германии Мириам Буткерайт, но та отказалась от выхода на татами.
В апреле 2025 года на чемпионате Европы в Подгорице в весовой категории до 70 кг завоевала бронзовую медаль. В схватке за третье место победила соперницу из Франции Мари-Эв Гайе.
В июне 2025 года на чемпионате мира в Будапеште в весовой категории до 70 кг завоевала серебряную медаль. В схватке за титул уступила сопернице из Японии Сихо Танаке.